# フレドリック・ウルベスタ
フレドリック・ステンセー・ウルベスタ（Fredrik Stensøe Ulvestad、1992年6月17日 - ）は、ノルウェー・オーレスン出身のプロサッカー選手。ノルウェー代表。スィヴァススポル所属。ポジションはMF。

## 経歴

### クラブ
地元クラブのオーレスンFKで育成された。2010年5月、17歳でカップ戦に出場しトップテームデビュー。
オーレスンとの契約満了後、トライアルを経て2015年3月にバーンリーFCと3年契約を結んだ。
2016年8月、チャールトン・アスレティックFCにレンタルで加入。
2018年より、ユールゴーデンIFに移籍した。

### 代表
2014年8月、UAEとの親善試合に途中出場しノルウェー代表初キャップ。

## タイトル
オーレスン
- ノルウェー・カップ: 2011

ユールゴーデンIF
- アルスヴェンスカン: 2019
- スウェーデンカップ: 2017-18